# Hygrochroa parvula
Hygrochroa parvula är en fjärilsart som beskrevs av William Schaus 1894. Hygrochroa parvula ingår i släktet Hygrochroa och familjen silkesspinnare. Inga underarter finns listade i Catalogue of Life.